# Erich Kleiber
Erich Kleiber (Wenen, 5 augustus 1890 - Zürich, 27 januari 1956) was een Oostenrijks dirigent van Boheemse afkomst.

## Levensloop
Kleiber voltooide zijn studies te Praag. Hij werd in 1923 muzikaal directeur aan de Staatsoper Unter den Linden in Berlijn, na een opvoering van Beethovens Fidelio. Hij beheerste samen met Wilhelm Furtwängler, Otto Klemperer en Bruno Walter het muzikale Berlijn van de jaren twintig. Hij bracht belangrijke opera's in première, zoals Wozzeck van Alban Berg en Jenůfa van Leoš Janáček. Daarnaast dirigeerde hij veel symfonisch repertoire. Hij was een voorvechter van de toen nieuwe muziek van Berg, Stravinsky, Milhaud en Křenek. 
Omdat hij weigerde samen te werken met het nazi-regime in Duitsland, week hij in 1935 via Cuba uit naar Argentinië. Hij werd dirigent van het Teatro Colón in Buenos Aires en kreeg ook een aanstelling in Havana. Daarnaast vertoefde hij als gastdirigent vaak in de Verenigde Staten. Hij zette zich in voor het werk van Zuid-Amerikaanse componisten. In 1938 werd hij Argentijns staatsburger.
In 1950 keerde hij op uitnodiging terug naar Berlijn om weer te gaan dirigeren aan de Staatsoper, maar het politieke klimaat in de DDR beviel hem evenmin als dat van de nazi's. Daarom trok hij zich al heel snel terug en gaf de voorkeur aan gastdirecties bij diverse orkesten in Europa en Amerika. Hij stierf op 65-jarige leeftijd in Zürich. 
Zijn zoon Carlos Kleiber was eveneens een dirigent van grote reputatie.